# José Oliva
José Oliva Gálvez (3 de marzo de 1971 - 22 de diciembre de 1997) fue un tercera base dominicano que jugó en las Grandes Ligas de Béisbol de 1994 a 1995. Terminó con un promedio de .178, 43 hits, 10 dobles, 13 jonrones, 24 carreras anotadas, 31 impulsadas, en 89 juegos y 242 veces al bate.
También jugó en la LIDOM con los Leones del Escogido y las Estrellas Orientales y ganó el premio de jugador más valioso de esta en la temporada 1997-1998.

## Vida personal
Oliva tuvo tres hijas, Laura, Tiana, y Yeika. El 22 de diciembre de 1997, Oliva murió de múltiples heridas cuando su vehículo se volcó en la Autopista 6 de Noviembre, camino a San Cristóbal en la República Dominicana. La noche en que Oliva murió bateó para el ciclo (Hit, Doble, Triple y Home Run) mientras jugaba con las Estrellas Orientales, y luego del partido se dirigía hacia San Cristóbal a compartir en la discoteca Mondy Disco de su amigo Raúl Mondesí. La ceremonia funeraria de Oliva fue realizada en el Estadio Tetelo Vargas, y se le otorgó con carácter póstumo el premio de Jugador Más Valioso.